# Segarcea
Segarcea là một thị xã thuộc hạt Dolj, România. Dân số thời điểm năm 2002 là 8075 người.